# Лексикон інтимних міст
«Лексикон інтимних міст» — збірка зі 111 оповідань сучасного українського письменника Юрія Андруховича. За визначенням самого автора — це книга-пазл, де назви міст є назвами розділів, які складають багаторівневий художній твір. За визначенням відомого українського літератора Андрія Любки — це «роман із географією».

## Цікаві факти
- Презентація роману відбулася 11 листопада 2011 року об 11.00 годині ранку[4].
- Роман можна було придбати за 111 грн.[5]
- Роман складається з 111 есеїв про різноманітні міста світу.
- Очікуються наступні видання «Лексикону...», які складатимуться: другий — з 222-х міст, третій — з 333-х, і так до шостої частини[1].
- «Лексикон інтимних міст» — найбільший за обсягом художній твір письменника[6].

## Критика
Відомий український літературознавець Володимир Панченко так відреагував на роман Андруховича:
| | \| ...це повернення до традиції мандрівної літератури. Проте йому (Андруховичу) завадили три речі. По-перше, він загнав себе в рамки: 111 міст на всі букви абетки. Зрозуміло, що в нього нема достатньо історій, аби розповісти про стільки міст. Вдалі есеї про Варшаву, Львів, Вроцлав — міста, з якими у нього був роман, але, на жаль, таких міст небагато. По-друге, ця книжка продовжує традицію самозакоханості й егоцентризму його останнього роману «Таємниця». Він більше розповідає про себе в містах, а не про міста. А про себе він й так все розповів у попередньому романі. По-третє, Юрій Андрухович трохи загрався, вже забув, що йому за 50. Коли йому нема чого розповісти, як в оповіді про Берн, він починає епатувати . У «Рекреаціях» 20 років тому він дивував читачів полуничкою. Але в такому віці полуничка прокисла — чим далі, тим гірше...[7]. \| |
| ...це повернення до традиції мандрівної літератури. Проте йому (Андруховичу) завадили три речі. По-перше, він загнав себе в рамки: 111 міст на всі букви абетки. Зрозуміло, що в нього нема достатньо історій, аби розповісти про стільки міст. Вдалі есеї про Варшаву, Львів, Вроцлав — міста, з якими у нього був роман, але, на жаль, таких міст небагато. По-друге, ця книжка продовжує традицію самозакоханості й егоцентризму його останнього роману «Таємниця». Він більше розповідає про себе в містах, а не про міста. А про себе він й так все розповів у попередньому романі. По-третє, Юрій Андрухович трохи загрався, вже забув, що йому за 50. Коли йому нема чого розповісти, як в оповіді про Берн, він починає епатувати . У «Рекреаціях» 20 років тому він дивував читачів полуничкою. Але в такому віці полуничка прокисла — чим далі, тим гірше.... | |

Дослідниця Ірина Леонідівна Савенко вважає, що роман
|                                                                      | \| вдалий експеримент в сучасній українській літературній мемуаристиці[8]. \| |
| вдалий експеримент в сучасній українській літературній мемуаристиці. |                                                                               |

Арт-критик Ігор Бондар-Терещенко негативно відгукнувся на книгу: 
| | \| В «геопоэтику» автор «Лексикону інтимних міст» играет давно и небезуспешно. Он, кажется, с самого начала понял, что можно не писать художественные произведения, ограничившись рассказом о том, где и как они могли быть написаны… В прикладном краеведении всегда прятались те, у кого к литературе тропа зарастала[9]. \| |
| В «геопоэтику» автор «Лексикону інтимних міст» играет давно и небезуспешно. Он, кажется, с самого начала понял, что можно не писать художественные произведения, ограничившись рассказом о том, где и как они могли быть написаны… В прикладном краеведении всегда прятались те, у кого к литературе тропа зарастала. | |

## Видання
- Друковане: Юрій Андрухович. Лексикон інтимних міст. Київ: Meridian Czernowitz, Майстер книг, 2011. — 480 с.  ISBN 978-966-2578-11-9 паперове видання

- (видання 2-ге, виправлене й доповнене) Юрій Андрухович. Лексикон інтимних міст. Кам'янець-Подільський: Meridian Czernowitz, Рута. 2012. — 423 с.  ISBN 978-966-2771-06-0
- (видання 3-тє, виправлене й доповнене) Юрій Андрухович. Лексикон інтимних міст. Чернівці: Meridian Czernowitz, Книги - XXI. 2016. — 436 с. ISBN 978-617-614-128-0

- Електронне:  Юрій Андрухович. «Лексикон інтимних міст». Чернівці: Meridian Czernowitz, Майстер книг. 2011. —  670 стор.  ISBN 978-966-2578-11-9 ebook видання [Архівовано 10 вересня 2016 у Wayback Machine.]
- Аудіокнига: Юрій Андрухович. «Лексикон інтимних міст». Диктор: Юрій Андрухович. Тривалість: 22 год. 40 хв. 35 сек. Київ: Наш Форман, 2012.

## Переклади
- Jurij Andruchowytsch. Kleines Lexikon intimer Städte. Aus dem Ukrainischen von Sabine Stöhr. Berlin: Suhrkamp Verlag. 2016. 416 s. ISBN 978-3-458-17679-4